# HD 189733b
HD 189733b är en exoplanet 63 ljusår från jorden som kretsar runt stjärnan HD 189733, en K-stjärna av magnitud 7,75. Den är lite större än Jupiter. HD 189733b kretsar väldigt nära sin moderstjärna, och har en yttemperatur på 1800 °C. Den gör ett varv runt sin stjärna på 2,2 dygn. Vindar i 7200 km/h har observerats på HD 189733b.